# روز استقلال لبنان

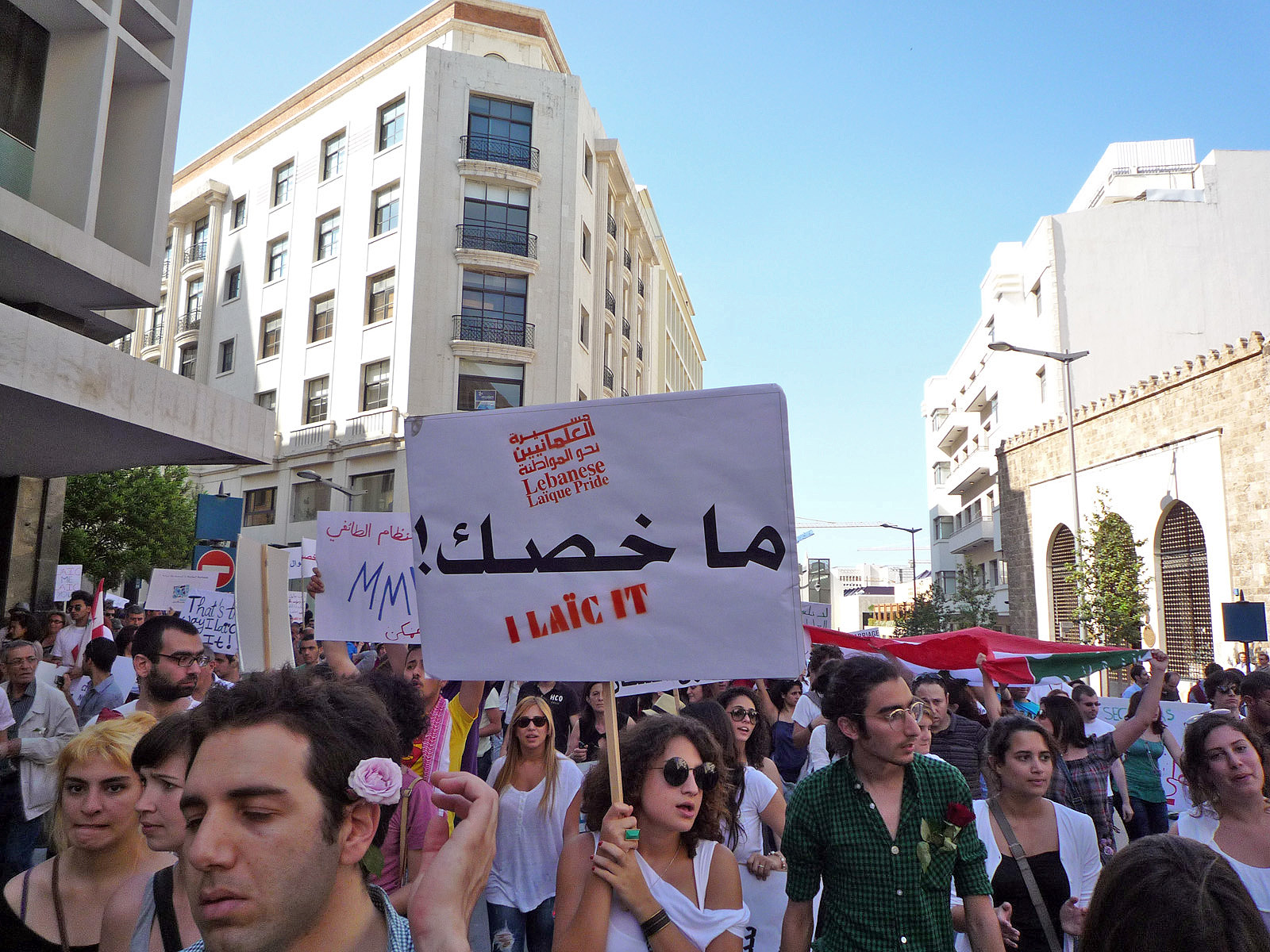

روز استقلال لبنان (عربی: عید الإستقلال اللبنانی) روز عید ملی لبنان است که در پایان قیمومیت فرانسه بر این کشور، پس از ۲۳ سال حکومت بر آن، در تاریخ ۲۲ نوامبر سال ۱۹۴۳ تعیین شد و تا به امروز جشن گرفته می‌شود.

## دوران پیش از استقلال
لبنانی‌ها از زمان عهد عتیق برای کسب استقلال از قدرت‌های خارجی در تلاش بوده‌اند، ولی می‌توان گفت دوران مدرن مبارزه برای کسب استقلال در لبنان در اواخر قرن شانزدهم، با ظهور فخرالدین دوم رهبر دروزیان این کشور آغاز شد، او بود که پس از یک هزاره توانست فرقه‌های اصلی جبل عامل را با یک دیگر در ارتباط قرار بدهد. وی پای اروپای غربی را نیز به جبل عامل باز کرد. آورده‌است. لوران دارویو (Laurent ďArvieux) مسافرفرانسوی می‌گوید در صیدون، پایتخت سیاسی فخرالدین ساختمان‌های تجاری فرانسوی بسیاری وجود داشته و جمعیت مسلمان، مسیحی ارتدوکس و یهودی در آن درهم آمیخته بودند. در زمان حکومت او دستگاه‌های چاپگر معرفی شدند و کشیش‌های یسوعی و راهبه‌های کاتولیک سعی کردند در این منطقه مدارسی دایر کنند. نفوذ رو به رشد این شخص، نافرمانی‌ها و جاه طلبی‌هایش منافع عثمانی را به خطر انداخت و سربازان عثمانی به همین دلیل او را دستگیر و در سال ۱۶۳۵ در استانبول اعدام کردند.
پس از قتل‌عام مارونیان به دست دروزیان در جریان جنگ داخلی ۱۸۶۰، ۶۰۰۰ سرباز فرانسوی به بهانه حفاظت از مارونیان نزدیک بیروت فرود آمدند. سلطان عثمانی راهی نداشت جز این که ورود فرانسویان به بیروت را تأیید کنند و در وضعیت حقوقی جبل عامل تجدیدنظر کنند. در سال ۱۸۶۱، عثمانی با موافقت پنج قدرت اروپا (بریتانیا، فرانسه، روسیه، اتریش و پروس) طی کمیسیونی بین‌المللی تحت رهبری محمد فؤاد پاشا، وزیر خارجه عثمانی، یک سیستم سیاسی جدید برای جبل عامل تصویب کردند که دادگاهی تشکیل داد تا افسران دروزی را به اتهام جنایت جنگی محکاکمه کند و پس از آن به تشکیل استان مستقلی به نام جبل عامل رای داد. در سپتامبر سال ۱۸۶۴، عثمانی و اروپا، سازمانی تأسیس و مأمور دفاع از این کشور جدید کرد که مشاورهای فرانسوی در آن شرکت می‌کردند و به فرماندار در زمینه‌های حکومتی مشورت می‌دادند.
پس از تأسیس استان مستقل جبل عامل، هیئت مؤسسین انتخابات با آرای نابرابر تعیین شد. پس از چندین دهه روند دو مرحلهای برای انتخابات این کشور تعیی نشد و در سال ۱۹۰۷ فرایند رأی‌گیری مخفی به تصویب رسید. جبل لبنان تنها بخشی از عثمانی بود که گردانندگان آن به صورت دموکراتیک انتخاب می‌شدند و نمایندگان اعضای فرقه‌های اصلی بودند. یک سوم کرسی‌های شورا بر اساس رای‌گیری هر دو سال یک بار انتخاب می‌شد. فرماندار جبل لبنان، یک مسیحی کاتولیک غیرمارونی بود که از میان وزیران عثمانی انتخاب می‌شد و عنوان پاشایی داشت و مقامی کمی پایین‌تر از فرمانداری کل لبنان را دارا بود. قضات دادگاه‌های محلی از فرقه‌ای انتخاب می‌شدند که در آن منطقه اکثریت دارد و معاونان شان از دو فرقه‌ای انتخاب می‌شدند که از نظر اکثریت پس از فرقه حاکم در آن منطقه قرار می‌گرفتند. صدور رای حقوقی در آن دادگاه برعهده رئیس دادگاه و حداقل یک قاضی دیگر بود. با این وضعیت مارونیان رام شدند، دروزیان دوباره به دل جامعه بازگشتند و در جبل لبنان مصالحه فرقه‌ای اتفاق افتاد.
با شروع جنگ جهانی اول، امپراتوری رو به تجزیه گذاشت. عثمانی‌ها به جهت ترس از استقلال اعراب در سال ۱۹۱۵، استان خودمختاری جبل لبنان را لغو کردند و حکومت نظامی اضطراری در آن برقرار کردند. اوج سرکوب‌ها در ۶ مه سال ۱۹۱۶ بود که چهارده فعال و روزنامه‌نگار، از جمله طرفداران استقلال اعراب و کشور لبنان، از دو دین مسیحی و مسلمان، از هر دو صنف روحانی و سکولار را به دار آویختند، در محل که امروز در مرکز بیروت به عنوان میدان شها شناخته می‌شود و نقطه کانونی فضای سیاست عمومی در پایتخت لبنان است. احترام مقامات عثمانی در جامعه محلی پس از این رویداد کاسته شد. عثمانی‌ها در جریان جنگ، کل غلات شام را مصادره کردند که منجر به قحطی گسترده‌ای شد. نیمی از جمعیت جبل لبنان در این گرسنگی از بین رفت . شیلشر و خلیفه مورخ هر دو می‌گویند حدود ۲۰۰۰۰۰ به کام مرگ رفتند.

## هویت فینیقی
پس از این سرکوب‌ها، اعراب از حکومت عثمانی به شدت رنجیدند. پس از این که عثمانیان شام را در پایان جنگ جهانی اول ترک کردند، کنگره ملی سوریه در دمشق در سال ۱۹۲۰ اعلام استقلال کرد و منطقه تحت حاکمیت خود را در زمینی که شامل لبنان نیز بود اعلام نمود . مطبوعات مسیحی در بیروت با تصمیمات کنگره ملی سوریه ابراز مخالفت کردند. ناسیونالیستهای لبنانی از این بحران استفاده کردند و در بعبدا شورای شخصیت‌های مسیحی را تشکیل دادند و در ۲۲ مارس ۱۹۲۰ استقلال لبنان را اعلام کردند . با وجود این، منطقه شام پس از جنگ اول به موجب توافق سایکس پیکو بین انگلیس و فرانسه تقسیم شد. مارونی‌های جبل لبنان تحت رهبری اسقف فرانسوی مارونی، الیاس الحویک با فرانسه لابی کردند تا با گسترش مرزهای این کشور مامنی برای کاتولیک‌های مسیحی تشکیل بدهند. اسقف الحویک این منطقه را با فینیقیه باستان ترکیب کرد تا از نظر تاریخی هویتی منحصر به فرد پیدا کند. تقلید از هویت فینیقی کاری بود که اروپایان نیز به آن عشق می‌ورزیدند و همیشه در پی زنده کردن شکوه دوران دوران باستان بودند (نگاه کنید به مأموریت دنیای افسانه‌ای ارنست رنان، ۱۸۶۴). میل به زنده کردن هویت باستانی فینیقیه و درهم آمیختن آن با مفهوم لبنان یکی از تأثیرات نوشته‌های ادبی جبران خلیل جبران بود که از ستم مبتنی بر دین و درگیری بین انساها انتقاد می‌کرد. این اندیشه‌ها در وضعیت چند حزبی یک لبنان مطرح شد. جبران مردم را به تشکیل یک محیط مسیحی با مشارکت مسلمانان تشویق می‌کرد که تفکر ملی‌گرای لبنان را تقویت می‌کرد. قرار دادن نوشته‌های جبران خلیلی در برنامه درسی مدارس در دهه ۱۹۲۰ باعث شد به عنوان یکی از معتبرترین نویسندگان لبنان معرفی بشود.
تحت فرمان حاکم فرانسوی در آوریل ۱۹۲۰ کشور مستقل لبنان بزرگ از راس ناقورا را در جنوب تا نهر الکبیر در شمال طرابلس و از ساحل تا کوه‌های شرقی لبنان تأسیس شد. اسقف الحویک اصرار داشت دره بقاع را نیز که منطقه اصلی تولید مواد غذایی در این کشور بود به لبنان متصل کنند. فرانسویان قرار بود مردم را به تعیین سرنوشت خود و گزارش منظرم پیشرفت‌ها به جامعه ملل هدایت کنند ولی هر از چند وقت یک بار طرفداران استقلال را دستگیر و سرکوب می‌کردند.
فرانسه در سال ۱۹۲۲ شورای نمایندگی قدیم را که متعلق به دوره عثمانی بود و تا سال ۱۹۱۴ در لبنان بزرگ جاری بود، برای این کشور تعیین کردند: انتخابات دو مرحله ای، رأی‌گیری سراسری صرفاً مردانه با مجالس متعدد.
در مدت کوتاهی (نوامبر ۱۹۲۵ - اوت ۱۹۲۶) نخستین کمیسر عالی غیرنظامی، سناتور وروزنامه‌نگار فرانسوی آنری دوژونال، نقش تعیین‌کننده‌ای در تاریخ جمهوری لبنان داشت. شورای تازه انتخاب شده لبنان تعیین‌کننده همه چیز و در واقع یک مجلس مؤسسان واقعی بود. این شورا تهیه قانون اساسی را در یک کمیته دوازده نفره تعهد کرد و مفهوم لبنان بزرگ به عنوان مامنی برای مردم مسیحی و مسلمان بدون توجه به هویت قومی عربی از مهم‌ترین دستورها در کارشان بود. اعضای اصلی این کمیته، مسیحیان غیر مارونی بودند، میشال شیحا، شبلی داموس ارتدوکس رئیس کمیته و پتروگراد ارتدکس. آن‌ها قانون اساسی فرانسه را در ۱۸۷۵ ذیرفتند و دژونال، شورای نمایندگی را سریعاً به تصویب این پیش‌نویس در ماه مه ۱۹۲۶ ترغیب کرد. در این قانون سبک حکومت جمهوری، تقسیم قدرت اجرایی بین رئیس‌جمهور و نخست‌وزیر، مجلس قانون‌گذاری دوگانه، نمایندگی تمام بخش‌ها در مجلس قانون‌گذاری پیش‌بینی شده بود.
قرارداد بین فرانسه و لبنان در ۱۹۳۶ تعهد می‌کرد این کشور ظرف سه سال استقلال کامل و عضویت در جامعه ملل به دست بیاورد ولی مجلس ملی محافظه کار فرانسه از امضای این پیمان امتناع کرد.
با قدرت گرفتن دولت ویشی در سال ۱۹۴۰ ژنرال آنری فرناند دنتز، کمیسیون عالی لبنان شد و این باعث استعفای رئیس‌جمهور لبنان امیل أده در ۴ آوریل ۱۹۴۱ شد. بعد از ۵ روز، دنتز توانست آلفرد نقاش را برای دوره بسیار کوتاهی که فقط ۳ ماه طول کشید به ریاست جمهوری نصب کند ولی با پایان جنگ و سقوط حکومت ویشی و کنترل اوضاع از سوی برندگان جنگ و تسلیم نیروهای ویشی در لبنان و سوریه در برابر سربازان فرانسه آزاد و انگلیس اوضاع دوباره تغییر کرد. در ۱۴ ژوئیه ۱۹۴۱ پس از کنفرانسی در آکر درگیری بین دو طرف بالاخره به پایان رسید و شارل دوگل به لبنان سفر کرد. به این ترتیب دستورهای ویشی دیگر برای لبنان لازم‌الاجرا نبود.
به این ترتیب رهبران ملی لبنان فرصتی برای بحث در مورد حاکمیت و استقلال خود به دست آوردند و از رئیس‌جمهور خواستند حاکمیت فرانسوی‌ها بر لبنان را لغو کنند و بدون قید و شرط استقلال لبنان را بپذیرند. ژنرال ژرژ کاترو تحت تأثیر فشارهای داخلی و بین‌المللی، از سوی دولت خود، در تاریخ ۲۶ نوامبر ۱۹۴۱ استقلال لبنان را تأیید کرد. کشورهایی نظیر آمریکا، انگلیس، کشورهای عربی، شوروی، اتحادیه اروپا و بعضی کشورهای آسیایی این استقلال را به رسمیت شناختند و برخی از آن‌ها حتی سفیر به بیروت مبادله کردند. با این حال این کشورهم چنان تحت سلطه فرانسه باقی ماند.
در تاریخ ۸ نوامبر ۱۹۴۳ و پس از انتخاب رئیس‌جمهور بشارة الخوری و انتصاب ریاض الصلح به نخست‌وزیری، مجلس نمایندگان قانون اساسی لبنان را اصلاح کرد، مقررات مربوط به قیمومیت فرانسه را لغو کرد و اختیارات کمیسر عالی را این قدر محدود کرد که قیمومیت در واقع به‌طور یک جانبه لغو شد. فرانسوی‌ها رئیس‌جمهور، نخست‌وزیر و دیگر اعضای کابینه را دستگیر و به یک قلعه قدیمی در رشایا تبعید کردند. این باعث شد مسیحیان و مسلمانان در برابر فرانسوی‌ها متحد شوند و افکار بین‌المللی خواستار آزادی رهبران لبنانی شد و اعتراضات گسترده خیابانی شکل گرفت.

## دولت بشامون
بعد از حبس مقامات لبنانی، نمایندگان مجلس در منزل سخن گوی پارلمان، صبری حماده جمع شدند و دو وزیر دستگیر نشده امیر مجید ارسلان (وزیر دفاع ملی) و حبیب ابو شهلا را به ریاست دولت نصب کردند. این دو در بشامون تشکیل دولت دادند و دولت آن‌ها به نام دولت بشامون شناخته شد. این افراد در اقامت گاه حسین الحلبی، یکی از رهبران شناخته شده بشامون جمع شدند چون این اقامتگاه جایگاه استراتژیک مهمی داشت و می‌توانستند به این ترتیب از وزرا حفاظت کنند.
دولت تازه تشکیل شده از مذاکره با ژنرال کاترو یا سایر فرانسوی‌ها امتناع کرد و گقا هر مذاکره‌ای می‌خواهند بکنند باید با دولت در تبعید بکنند سپس قدرتی برای مقاومت نظامی به نام گارد ملی با رهبری نعیم المغبغب و کمک عادل البعینی و منیر تقی الدین تشکیل داد. این گروه نظامی در نبرد استقلال جنگید و هسته اولیه ارتش لبنان بود که بعداً در سال ۱۹۴۶ تحت رهبری امیر مجید و نعیم المغبغب تشکیل شد.
در نهایت، فرانسه به خاطر فشار مردم لبنان و تقاضای کشورهای متعدد، صبح روز دوشنبه ۲۲ نوامبر ۱۹۴۳ زندانیان راشیا را آزاد کرد. از آن به بعد، این روز به عنوان روز استقلال لبنان جشن گرفته می‌شود.
در ۱۱ نوامبر ۱۹۴۳ برای نخستین بار در منزل حسین الحلبی اولین پرچم لبنان برافراشته شد. گردشگران و بازدید کنندگان در طول سال به دیدن این منطقه می‌روند.

## دوران پس از استقلال
پس از استقلال، در سال ۱۹۴۳ سیستم سیاسی مدرنی در لبنان شکل گرفت و رهبران دو فرقه مسیحی و مسلمان، بشار الخوری و ریاض الصلح پیمانی به نام میثاق وطنی امضا کردند.
این پیمان ملی چهار اصل داشت:
لبنان یک دولت کاملاً مستقل سیاسی است که نمی‌تواند وارد میثاق‌های تحت رهبری غرب شود و از سویی حاکمیت خود را با کشورهای عربی مبادله نمی‌کند و تغییر نمی‌دهد.
لبنان وجهه عربی دارد و ولی روابط معنوی و فکری خود را با غرب قطع نمی‌کند چون به این کشور کمک کردند پیشرفت‌های مهمی به دست بیاورد.
لبنان عضوی از کشورهای عربی است که در صورت امکان با سایر کشورهای عربی همکاری می‌کند و در صورت بروز اختلاف میان آنها، با هیچ دولتی در برابر دیگری نمی‌ایستد.
مناصب دولتی باید بین گروه‌های مذهبی اصلی توزیع بشوند، اما پست‌های کلیدی بر اساس شایستگی‌های اداری تقسیم می‌شود و ربطی به دین افراد ندارد. علاوه بر این، سه مقام اصلی دولتی باید به این صورت توزیع شود: رئیس‌جمهور یک مسیحی مارونی، نخست‌وزیر یک مسلمان سنی باشد. از سال ۱۹۴۷ قرار شد سخن گوی مجلس یک مسلمان شیعه باشد. نسبت نمایندگان مسلمان به مسیحی در مجلس باید پنج به شش باشد.
در ۲۲ مارس سال ۱۹۴۵، لبنان عضو اتحادیه عرب و یکی از بنیان‌گذاران سازمان ملل متحد (کنفرانس سازمان ملل متحد سان فرانسیسکو ۱۹۴۵) شد. در ۳۱ دسامبر ۱۹۴۶، نیروهای فرانسوی به‌طور کامل از لبنان خارج شدند.